# 아메리카 아메리카 (1988년 영화)
"아메리카 아메리카"는 1988년 공개된 대한민국의 영화이다.

## 배역
- 이보희 : 스잔 역
- 길용우 : 동만 역
- 신성일 : 현우 역
- 김지미 : 자영 역
- 이동민 : 장씨 역
- 박애란 : 전처 역
- 양진웅 : 아들 역
- 그 외 Michael Cathey, Lohn R.Sloan, Dennis Moore, Lubo Barnet, Chrish Work, Pete Early, Jamie Davis, Mark Krebs, Brian Mason, Ronald Caldwell, Ernest Mims, Curtis L.Tucker, Richard K.Tedesco, Denise Stine, Brenna Wyman